# Dysrythmie
La dysrythmie est un trouble du rythme cardiaque, caractérisé par une perturbation ponctuelle du rythme sinusal, rythme de repos du cœur imposé par le système nerveux autonome d'une part, et le nœud sinusal d'autre part.
L'extrasystole est un exemple de dysrythmie, provoquée par exemple par une ischémie partielle ou un taux de sodium extracellulaire trop élevé.